# Friedrich Dreyer (Glockengießer)
Friedrich Dreyer (* vor 1855; † nach 1885) war ein deutscher Geschütz-, Messing- und Glockengießer.

## Leben
Friedrich Dreyer war als Gießer von Messingwaren und Kirchenglocken mutmaßlich der letzte Vertreter seines Berufes auf dem Gebiet der heutigen Stadt Hannover. Allerdings konnten auch hannoversche Gelbgießer kleinere Glocken gießen.
Noch zur Zeit der Industrialisierung im Königreich Hannover wirkte Dreyer laut einer Inschrift auf einer seiner Glocken „in Linden vor Hannover.“
In den Adressbüchern von Hannover wurde Dreyer letztmals im Jahr 1885 unter seiner Berufsbezeichnung erwähnt. Laut Jens Hage, dem Küster der hannoverschen Kreuzkirche, der zu Beginn des 21. Jahrhunderts mit der Erforschung der „Glockenlandschaft der Stadt auf wissenschaftlicher Basis“ begann, betrieb Friedrich Dreyer seine Glockengießer-Werkstatt an der Deisterstraße in Linden.

## Bekannte Werke (Auswahl)
- um 1855, Wettmar, St. Marcus-Kirche: Zwei neu geformte Glocken, die Friedrich Dreyer „aus Hannover“ aus den drei Vorgängerglocken schuf, die beim großen Brand in Wettmar geschmolzen waren[1]
- 1861, Bierde, St.-Vitus-Kapelle: Glocke mit 0,59 m Durchmesser, in Linden gegossen[5]
- 1863, Völksen: Glocke mit 0,82 m Durchmesser für die Kirchengemeinde Völksen, in Linden gegossen[3]
- 1868, Fuhlen, Johannes-der-Täufer-Kirche: Glocke mit 86 cm unterem Durchmesser, gegossen in Linden[6]
- 1870–1871, Pegestorf, zwei Glocken für die Pegestorfer Kirche:
  - Durchmesser 56 cm: „mich goss die F. Dreyer in Linden bei Hannover Gemeinde Pegestorf 1870“;
  - Durchmesser 68 cm mit der Inschrift „mich goss die F. Dreyer in Linden bei Hannover Gemeinde Pegestorf 1871“[7]
- 1872, Echem: Für die von Conrad Wilhelm Hase erbaute evangelische Kirche in Echem lieferte Dreyer aus Linden zwei Läuteglocken für die Turmuhr des Orgelbauers Philipp Furtwängler & Söhne.[8]
- 1874, Landesbergen: Glocke mit 1,17 m Durchmesser, in Linden gegossen